# 秦孝仪故居
秦孝仪故居，位于衡东县吴集镇，是前国立故宫博物院馆长秦孝仪的故居，为湖南省省级文物保护单位。

## 概况
秦孝仪故居同时也是秦氏宗祠，位于吴集北街。